# Onthophagus vitulus
Onthophagus vitulus (лат.) — вид пластинчатоусых жуков из подсемейства Scarabaeinae.

## Описание
Имаго длиной 9—12 мм. Тело чёрное, почти матовое. Волоски, покрывающие голову и переднеспинку чёрные или чёрно-бурые. Жуки характеризуются следующими признаками:
- лобный киль короткий, далеко не достигает боковых краёв наличника, слабо выгнут вперёд[2];
- переднеспинка у обоих полов впереди с четырьмя бугорками, из которых внутренние сближенные;
- задний киль головы у самца широко выемчатый.

## Синонимы
В синонимику вида входят следующие биномены:
- Onthophagus citellorum Petrovitz, 1967
- Onthophagus humeralis Miksic, 1950
- Scarabaeus camelus Fabricius, 1787
- Scarabaeus vitulus Fabricius, 1776basionym